# Fréjus
Fréjus (tiếng Occitan: Frejús) là một xã thuộc tỉnh Var trong vùng Provence-Alpes-Côte d’Azur miền đông nam nước Pháp.

## Thành phố kết nghĩa
- Fredericksburg, Hoa Kỳ
- Triberg, Đức
- Dumbéa, Pháp
- Paola, Ý
- Tabarka, Tunisia